# リサ・フェルナンデス
リサ・フェルナンデス（Lisa Fernandez、1971年2月22日 - ）は、アメリカ合衆国ニューヨーク州ニューヨーク出身の女子ソフトボール選手（投手）。キューバ系プエルトリコ人。
オリンピックにおいて1試合25奪三振のオリンピック記録を持っていることで知られている。三塁を守ることもあり、本人も打撃が好きであると語っている。

## 経歴
野球選手であった彼女の父は、キューバからニューヨークへと移住して、そこでプエルトリコから移住してきたリサの母と出会った。リサの母は箒のような棒とゴムボールを使って行う路上スポーツ、スティックボールをリサの兄たちとやっており、彼女も野球へと興味をもった。彼女は8歳の時に野球をはじめ12歳のときには地元のリーグのチームに所属し、ピッチャーをしていたもののそのチームのコーチから男の子たちには体の大きさもあってかなわないといわれた。
1986年に彼女と家族はカリフォルニア州のレイクウッドへと引っ越し、セントジョセフ高校へと通うことになる。そこの高校で彼女はソフトボールうへと所属し、部をCIFチャンピオンシップへと導くことになる。高校卒業後はカリフォルニア大学ロサンゼルス校（UCLAブルーインズ）に入学し、心理学を学ぶとともにソフトボールをした。1994年には女子大学ワールドシリーズチャンピオンシップへ出場し、彼女にソフトボール女子アメリカ代表に入ることになる.
その後はアメリカを代表するエースとして活躍し1996年アトランタオリンピック、2000年シドニーオリンピック、2004年アテネオリンピックで金メダルを獲得した。シドニーオリンピックのオーストラリア戦ではオリンピック記録となる25奪三振や、アテネオリンピックでは5番打者として首位打者のタイトルを獲得した。2008年北京オリンピックでは2005年に出産して一時代表から遠ざかっていたことや、キャット・オスターマン、モニカ・アボット、ジェニー・フィンチなどの若手の活躍もあり、代表に選ばれることはなかった。
1998年-1999年は日本リーグのトヨタ自動車でプレーし、2シーズン通算で17勝6敗・防御率0.08・奪三振285、完全試合1回・ノーヒットノーラン5回、シーズン防御率0.00（1998年）、74 2/3イニング連続無失点などの記録を残した。
2001年4月24日に、レイクウッドの市議会は彼女を優れたスポーツ選手であることをたたえて、彼女をレイクウッドスポーツ殿堂入りに選び、同市内のメイフェア公園の野球場に彼女の名前をつけた。
現在はカリフォルニア州のロングビーチに住みカリフォルニア大学ロサンゼルス校の女子ソフトボールチームの副コーチを務めている。